# جون آدامز (لاعب كرة قدم أمريكية أمريكي)
جون آدامز (بالإنجليزية: John Adams) هو لاعب كرة قدم أمريكية أمريكي، ولد في 28 نوفمبر 1937 في سان دييغو في الولايات المتحدة، وتوفي في 8 أغسطس 1995 في هلندايل ‏ في الولايات المتحدة.

## وصلات خارجية
- جون آدامز على موقع مرجع كرة القدم المحترفة.كوم (الإنجليزية)